# Diuna: Część druga
Diuna: Część druga (oryg. Dune: Part Two) – amerykańsko-kanadyjski film fantastycznonaukowy z 2024 roku w reżyserii Denisa Villeneuve’a. Druga część ekranizacji powieści Franka Herberta o tym samym tytule, bezpośrednia kontynuacja filmu z 2021 roku.
Film zadebiutował 6 lutego 2024 w Auditorio Nacional w mieście Meksyk. Premiera drugiej części Diuny w Polsce odbyła się 29 lutego tego samego roku.
Villeneuve tworzy także adaptację Mesjasza Diuny – kontynuacji powieści.

## Fabuła
Po wydarzeniach z pierwszej części ekranizacji Jessika i Paul żyją wśród Fremenów na pustyni. Prorocze zdolności Paula rosną, a Jessika staje się Wielebną Matką Fremenów. Paul zostaje przez tubylców uznany za ich przepowiedzianego przywódcę i przygotowuje atak na Harkonnenów.

## Obsada
Źródła:
- Timothée Chalamet jako Paul Atryda
- Rebecca Ferguson jako lady Jessika
- Zendaya jako Chani
- Josh Brolin jako Gurney Halleck
- Javier Bardem jako Stilgar
- Stellan Skarsgård jako baron Harkonnen
- Dave Bautista jako Glossu „Bestia” Rabban
- Charlotte Rampling jako matka wielebna Gaius Helena Mohiam
- Austin Butler jako Feyd-Rautha
- Florence Pugh jako księżniczka Irulana
- Christopher Walken jako imperator Shaddam IV Corrino
- Léa Seydoux jako lady Margot Fenring
- Souheila Yacoub(inne języki) jako Shishakli
- Anya Taylor-Joy jako Alia Atryda

## Produkcja
Główny okres zdjęciowy trwał od lipca do grudnia 2022. Zdjęcia do filmu były kręcone na Węgrzech (Budapeszt), w Zjednoczonych Emiratach Arabskich (Abu Zabi), we Włoszech (Altivole), w Jordanii i w Namibii.
Do czerwca 2022 ogłoszono szereg aktorów, którzy dołączyli do obsady filmu; byli to: Léa Seydoux, Florence Pugh, Christopher Walken i Austin Butler. Udział Anyi Taylor-Joy w projekcie udało się twórcom długo utrzymać w tajemnicy – jej dołączenie do obsady potwierdzono dopiero przy okazji uroczystej premiery.

## Premiera
26 października 2021 potwierdzono, że druga część filmu powstanie, a amerykańską premierę zaplanowano na 20 października 2023. W czerwcu 2022 przesunięto ją na siedemnastego, a w październiku na 3 listopada 2023. Później premierę przesunięto na 15 marca 2024, a ostatecznie na pierwszy dzień tego miesiąca.
Uroczysta premiera filmu odbyła się 15 lutego 2024 w Londynie.

## Odbiór

### Box office
Jeszcze przed wejściem do szerokiej dystrybucji w USA 1 marca, film zarobił 12 mln w Stanach Zjednoczonych i Kanadzie oraz 21 mln w pozostałych krajach. Film przyniósł 282 miliony dolarów przychodu z biletów w USA i Kanadzie oraz równowartość 430 milionów w pozostałych krajach; w sumie 712 mln USD.

### Reakcja krytyków
Film spotkał się z dobrą reakcją krytyków. W agregatorze recenzji Rotten Tomatoes 92% z 450 recenzji uznano za pozytywne, a średnia ocen wystawionych na ich podstawie wyniosła 8,30 na 10. Z kolei w agregatorze Metacritic średnia ważona ocen z 62 recenzji wyniosła 79 na 100.

### Nagrody
Film otrzymał Oscary w kategoriach „najlepszy dźwięk” i „najlepsze efekty specjalne”.